# Hôtel de ville de Bolsward
L'hôtel de ville de Bolsward est un monument historique construit au début du XVIIe siècle. Il n'abrite aujourd'hui plus la mairie depuis 2021 et accueille désormais un musée, un café, une bibliothèque, un comptoir municipal ainsi que les archives municipales.

## Description
L'hôtel de ville, construit entre 1614 et 1616 par Jacob Gysbert van Bolsward, Marten Dominici et Abraham Jacobs, dominé par sa tour élancée, dispose en façade d'un perron monumentalisant l'entrée centrale, reconstruite en 1768 dans le style rocaille. Les sculptures présentes en façade sont l'œuvre de Johan Schünneman, Jan Pieter Hans, Hendrik Minnenman et Hendrik de Zwolle. À l'intérieur, l'ancienne salle du conseil municipal est toujours décorée dans le style du XVIIe siècle (murs blanchis à la chaux, plafond de bois supporté par des poutres terminées par des corbeaux). L'édifice a été restauré maladroitement entre 1892 et 1895.